# John Bland

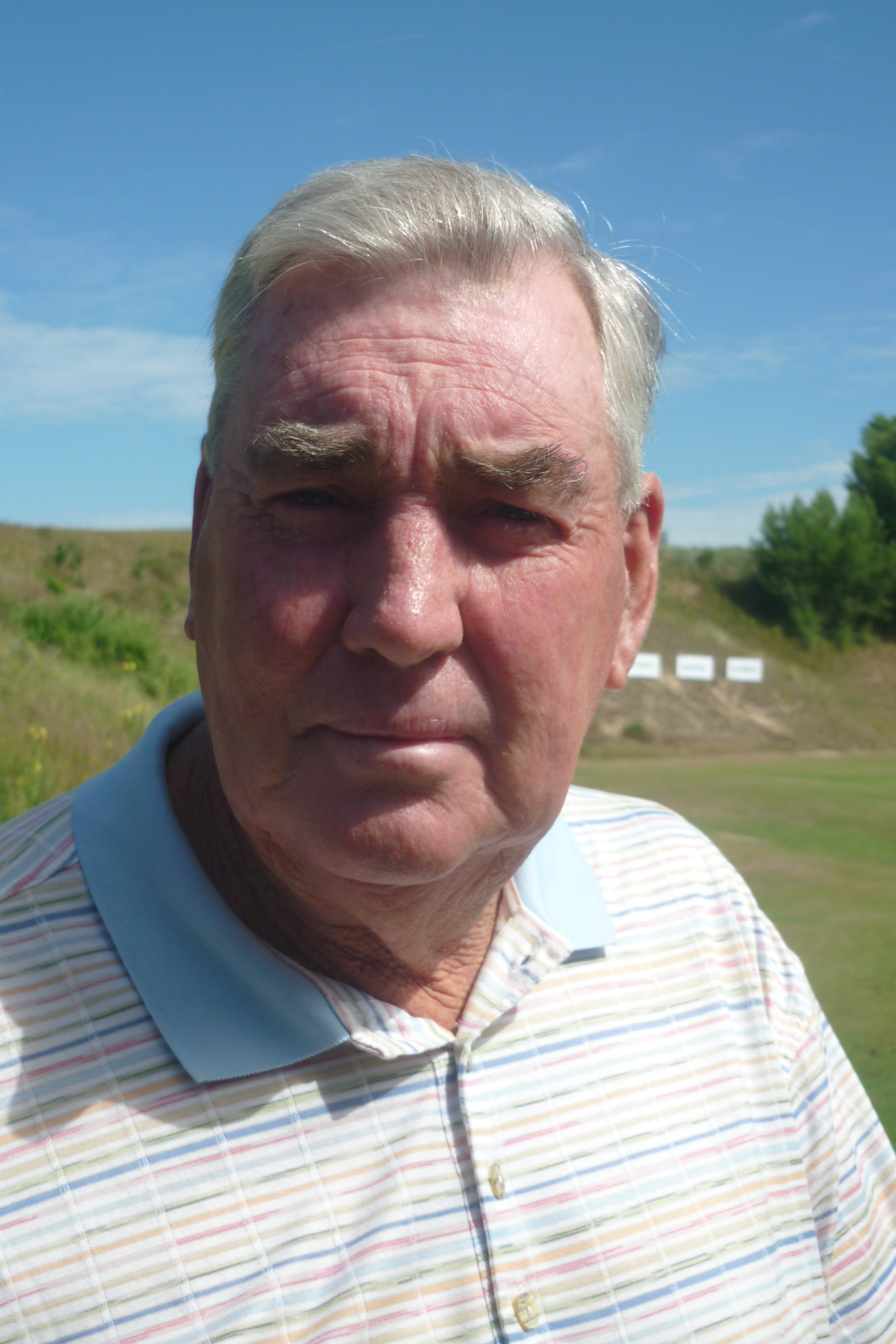
Bland tijdens de Dutch Senior Open in 2010

John Louis Bland (Johannesburg, 22 september 1945 – George, 9 mei 2023) was een Zuid-Afrikaans golfprofessional, die veertig jaar lang over de hele wereld toernooien heeft gespeeld.

## Biografie
Bland werd in 1969 professional en stond zes keer in de top-20 van de Europese Order of Merit. Hij speelde daarna vooral op de Amerikaanse Champions Tour, waar hij vijf toernooien op zijn naam heeft geschreven.
Op 77-jarige leeftijd overleed Bland aan de gevolgen van kanker.

## Gewonnen

#### Zuid-Afrika
- 1970: Transvaal Open
- 1977: Holiday Inns Champion of Champions, Victoria Falls Classic, South African PGA Championship
- 1979: Holiday Inns Invitational
- 1981: Sigma Series 2, Sigma Series 3
- 1983: Holiday Inns Invitational, Kodak Classic
- 1984: Goodyear Classic
- 1987: Goodyear Classic
- 1988: Trustbank Tournament of Champions, Safmarine Masters
- 1989: Dewar's White Label Trophy
- 1990: Dewar's White Label Trophy, Minolta Match Play, Spoomet Bloemfontein Classic
- 1991: Palabora Classic, Bell's Cup, Trustbank Tournament of Champions, Martini Open

#### Challenge Tour
- 1991: Martini Open

#### Europese Tour
- 1983: Benson & Hedges International Open
- 1986: Suze Open

#### Europese Senior Tour
- 1995: London Senior Masters
- 2009: Bad Ragaz PGA Seniors Open
- 2010: Ryder Cup Wales Seniors Open

#### Champions Tour
- 1995: Ralphs Senior Classic
- 1996: Puerto Rico Senior Tournament of Champions, Bruno's Memorial Classic, Northville Long Island Classic, The Transamerica

#### Elders
- 1997: Liberty Mutual Legends of Golf (with Graham Marsh), Franklin Templeton Senior South African Open
- 1998: Franklin Templeton Senior South African Open